# Jan Antoni Karczewski (malarz)

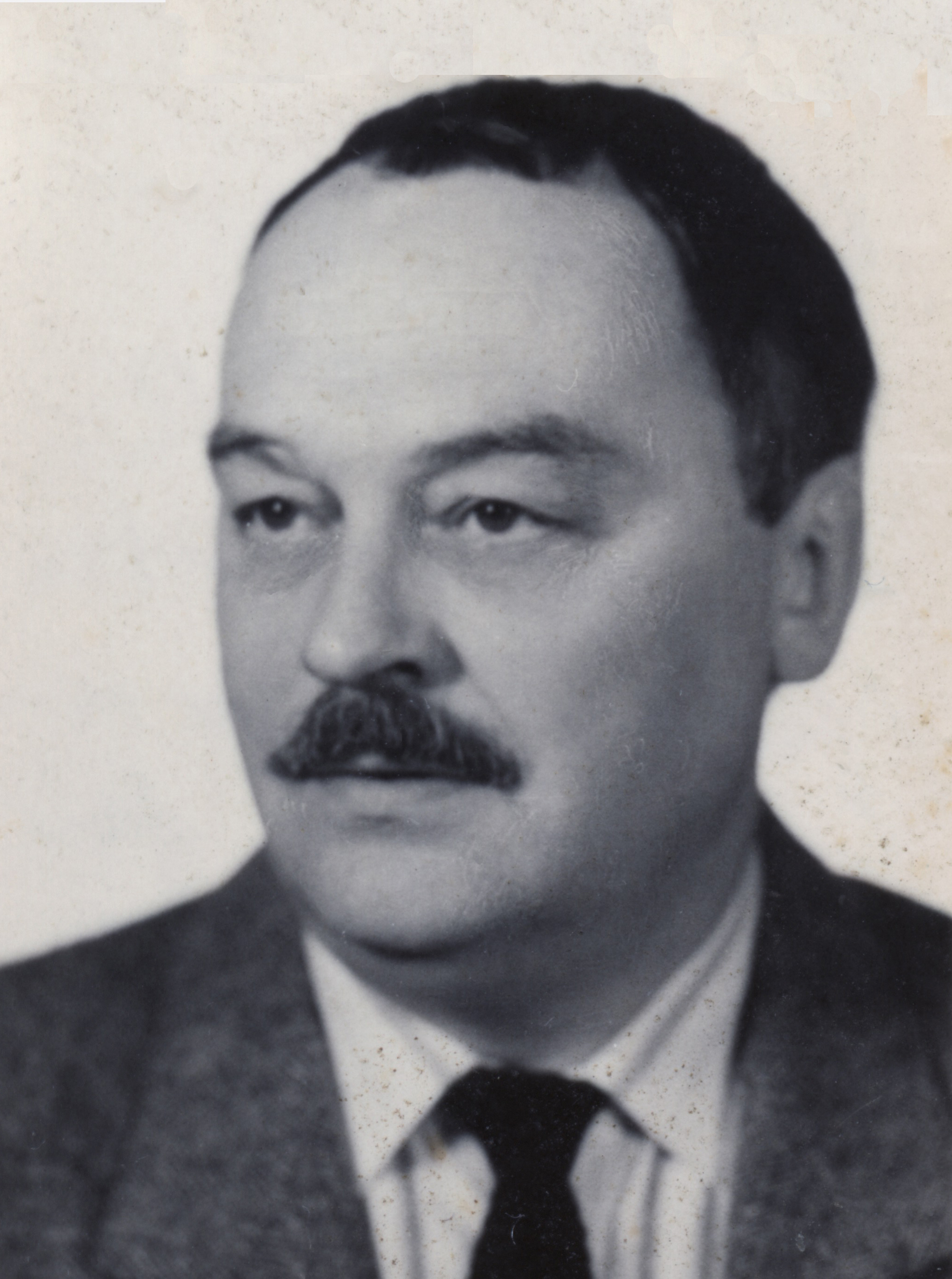
Jan Karczewski

Jan Antoni Karczewski (ur. 27 marca 1931 w Warszawie, zm. 12 października 2017 tamże) – polski artysta malarz, członek ZPAP, w latach 1977–1981 docent w Akademii Sztuk Pięknych w Warszawie, w 1986-1988 dyrektor Centrum Sztuki Współczesnej w Zamku Ujazdowskim.

## Życiorys
Urodził się i zmarł w Warszawie. Pochowany w grobie rodzinnym w Zawadach.
Rodzice: Jan Karczewski (pisarz) i Hanna z Żukotyńskich. Zdolności malarskie krążą w tej rodzinie od lat. Bratem jego dziadka Michała, był Tadeusz Żukotyński artysta malarz który po ukończeniu studiów w Monachium wyjechał do Stanów Zjednoczonych. Po przybyciu do Ameryki otworzył studio w Milwaukee. Malował głównie obrazy i freski w kościołach. Matka Jana Hanna, studiowała w Szkole Sztuk Pięknych w Warszawie w klasie Stanisława Lentza. Studiów tych jednak nie dokończyła, a jej praca ograniczyła się do ilustracji kilku książeczek dla dzieci. Natomiast synem jego siostry był utalentowany malarz Tadeusz Brudzyński.
Jan uczęszczał do Liceum im. Stanisława Staszica w Warszawie, a w latach 1950–1955 studiował na wydziale malarstwa w warszawskiej ASP. Dyplom w pracowni prof. Kazimierza Tomorowicza uzyskał w roku 1956.

## Działalność zawodowa
Oprócz malarstwa olejnego specjalizował się w gwaszu, mozaice ceramicznej, malarstwie ściennym oraz projektowaniu kolorystyki w architekturze i dekoracja wnętrz. Wieloletni członek Związku Polskich Artystów Plastyków: 1961-1964 członek zarządu sekcji malarskiej, a w latach 1964–1969 jej wiceprezes. W latach siedemdziesiątych członek zarządu Okręgu Warszawskiego ZPAP. Od 1977 do 1981 był docentem na Wydziale Malarstwa ASP w Warszawie, gdzie prowadził Pracownię Problemów Malarstwa w Architekturze. W latach 1986–1988 był dyrektorem Centrum Sztuki Współczesnej w Zamku Ujazdowskim, a w 1971 brał udział w malowaniu plafonu Gabinetu Marmurowego w Zamku Królewskim w Warszawie.

## Nagrody
- Nagroda Ministerstwa Budownictwa i Przemysłu Materiałów Budowlanych za Ośrodek Przygotowań Olimpijskich w AWF w roku 1964.
- Nagrodzony odznaką Zasłużony Działacz Kultury i Honorową Odznaką m.st. Warszawy[2].

## Wystawy indywidualne
- 1964 Galeria Sztuki MDM Warszawa,
- 1967 Galeria Espace Amsterdam,
- 1967 Galeria Contour Bruksela,
- 1969 Galeria DAP Warszawa.

## Wystawy zbiorowe
- 1955 Ogólnopolska Wystawa Młodej Plastyki Arsenał[5],
- 1961 Malarstwo 15 lat PRL Muzeum Narodowe,
- 1966 I Festiwal Sztuk Pięknych, Muzeum Narodowe,
- 1966 Wystawa Sztuki Współczesnej Monte Carlo,
- 1966 Mozaika na budynku Samorządowego Centrum Kultury w Sędziszowie,
- 1968 II Festiwal Sztuk Pięknych, Muzeum Narodowe, DAP, Zachęta,
- 1970 Wystawa 25 Malarzy Warszawskich, Szwecja.